# Amphiachyris
Amphiachyris je maleni biljni rod zeljastog bilja iz porodice glavočika. Sastoji se od dvije vrste jednogodišnjeg raslinja sjevernoameričkih endema. Obje vrste raširene suod Atlantske obale na zapad do Teksasa i Novog Meksika.
Cvjetovi su žuti s osam latica.

## Vrste
1. Amphiachyris amoena (Shinners) Solbrig
2. Amphiachyris dracunculoides (DC.) Nutt.